# Grecht
De Grecht, in de volksmond Greft genoemd, is een wetering tussen de Oude Rijn even ten westen van de stad Woerden tot de Kromme Mijdrecht.
De Grecht werd aan het einde van de veertiende eeuw gegraven en diende voor de ontwatering van het omringende polderland, maar werd ook voor de scheepvaart gebruikt. Op dat moment was de Grecht een kanaal dat vrijwel exact in noord-zuidrichting liep en dwars door de polder Kamerik-Mijzijde ging. Voor de boeren, wier land door de nieuwe watergang werd doorsneden, betekende dat veel overlast. Door golfslag moesten zij de oevers van hun landerijen verstevigen en omdat zij geen bruggen over de Grecht mochten bouwen, werd het bewerken van hun, westelijk van het water gelegen landen moeilijker.
Na lang protest mocht in 1494 een 'nieuwe Grecht' worden gegraven. De boeren moesten dit op eigen kosten doen. Gekozen werd voor een tracé aan de uiterste westrand van Kamerik-Mijzijde. Hier liep een veenstroompje, de Oude Meije. Voor de aanleg van de nieuwe Grecht werd hoofdzakelijk de loop van die Oude Meije gevolgd tussen de Lignekade en de Houtkade. Dit geeft de wetering hier het karakter van een rivier.
Een klein deel van de polder Kamerik-Mijzijde bleef ook na het graven van de nieuwe Grecht aan de westelijke kant van het water liggen. Een van de grootste stukken de Nes werd deel van de aangrenzende polder Zegveld, maar is door de afwijkende verkaveling en het bij de polder Mijzijde aansluitende slotenpatroon nog herkenbaar. De kleine hooiboezemlanden die tussen de nieuwe Grecht en de overgebleven stukken van de Oude Meije lagen, bleven als eilandjes deel uitmaken van Kamerik. Omdat zij, anders dan de buitendijkse landen, niet te lijden hadden van inklinking bleven zij op het oorspronkelijke vijftiende-eeuwse peil. Deze Kamerikse Nessen hebben thans de status van natuurgebied.
Aan de Grecht staan twee gemalen, dat van de polders Zegveld, Zegvelderbroek en Achttienhoven en dat van Kamerik-Mijzijde.

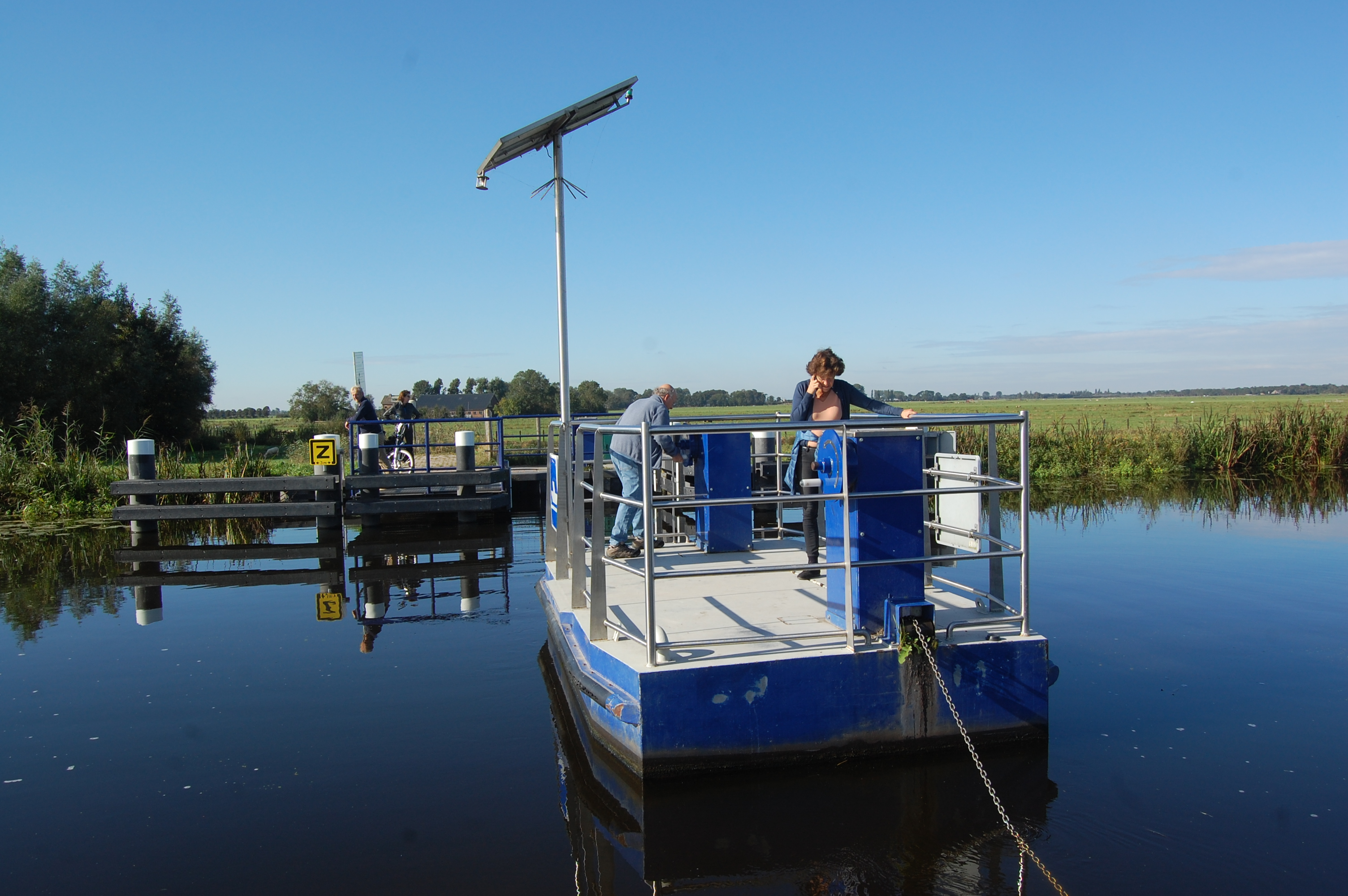
Handbediende veerpont over de Grecht bij Toegang, Zegveld

De Grecht is een belangrijke route voor de pleziervaart. In de winter kan er vaak op de Grecht van Woerden naar de Nieuwkoopse plassen geschaatst worden.
Iets ten noorden van de aansluiting met de Oude Rijn is er een klein pontje over de Grecht, voor fietsers en voetgangers. De pont, die met de hand bediend moet worden door degene die oversteek maakt, verbindt de weg die langs polder 's-Gravesloot loopt met de Zegveldse Uitweg, in het noordwesten van Woerden. In mei 2013 is er een tweede pontje in gebruik genomen tussen de Toegang, iets ten zuidoosten van Achttienhoven en de Houtkade in Kamerik-Mijzijde. Dit pontje verbindt dus de Gemeente Nieuwkoop met de gemeente Woerden en de provincies Zuid-Holland en Utrecht.

## Hoogheemraadschap
De Grecht valt onder het hoogheemraadschap Stichtse Rijnlanden. Omdat de Grecht een boezem is, wordt water uit de omliggende polders in de hoger gelegen Grecht gepompt om het naar zee af te voeren.